# 15627 Hong
15627 Hong eller 2000 HW52 är en asteroid i huvudbältet som upptäcktes den 29 april 2000 av LINEAR i Socorro County, New Mexico. Den är uppkallad efter Danny Hong.